# Operación Tierra Quemada
La Operación Tierra Quemada (en árabe: عملية الأرض المحروقة) es el nombre en código de una ofensiva militar yemení en la gobernación de Sa'dah, en el norte de Yemen, que comenzó en agosto de 2009. Forma parte de la quinta ola de violencia de la insurrección zaidí contra el Gobierno, y utilizó la táctica de tierra quemada. En noviembre de 2009, la lucha se extendió a través de la frontera con la vecina Arabia Saudí. Tropas saudíes rechazaron a los rebeldes que se infiltraron, y continuaron persiguiéndolos dentro del territorio de Yemen. El presidente yemenita Ali Abdullah Saleh dijo el 7 de noviembre que la verdadera guerra "comenzó sólo hace dos días", y que su ejército simplemente había estado "entrenándose" durante los anteriores noventa días de conflicto.

## Antecedentes
Las escaramuzas y enfrentamientos entre las dos partes comenzaron en junio de 2009, cuando nueve extranjeros fueron secuestrados durante un pícnic en la provincia de Saada. Se encontraron tres cuerpos que pertenecían a una maestra surcoreana y dos enfermeras alemanas. Además, dos niños alemanes fueron liberados en mayo de 2010 por las fuerzas saudíes y yemeníes. El resto de los miembros del partido siguen desaparecidos y se desconoce su estado actual. No está claro quién estuvo detrás del secuestro. Las primeras declaraciones oficiales sugirieron que los rebeldes hutíes se habían apoderado del grupo. Sin embargo, según la agencia de noticias yemení, los rebeldes hutíes acusaron a los cárteles de la droga del secuestro y de los tres asesinatos posteriores. Un portavoz de los insurgentes acusó a las tribus regionales de ser responsables de los secuestros y asesinatos.